# Amanda Kilpeläinen Arvidsson
Amanda Karin Josefina Kilpeläinen Arvidsson, född 13 mars 1990 i Mikaels församling i Örebro, är en svensk skådespelare.
Kilpeläinen Arvidsson är utbildad vid Teaterhögskolan i Luleå 2018–2021 och är verksam vid Örebro Teater. Hon har även bland annat medverkat i filmerna Och Piccadilly Circus ligger inte i Kumla, Stormskärs Maja och Ur mörkret.

## Filmografi (i urval)
- 2014 – Och Piccadilly Circus ligger inte i Kumla
- 2024 – Stormskärs Maja
- 2024 – Ur mörkret